# چاه شهید اشرفی اصفهانی
چاه شهید اشرفی اصفهانی یا جنت‌آباد روستایی در دهستان غیناب بخش مرکزی شهرستان سربیشه استان خراسان جنوبی ایران است.

## جمعیت
بر پایه سرشماری عمومی نفوس و مسکن در سال ۱۳۹۵ جمعیت این روستا ۱۳۰ نفر (۳۳خانوار) بوده‌است.